# Ernest Macarez
Ernest Macarez, né le 29 février 1872 à Haulchin (Nord) et mort le 5 octobre 1926 dans la même ville, est un homme politique français.

## Biographie
Agriculteur, il est président de la société des agriculteurs du Nord. Conseiller d'arrondissement, il est conseiller général du Nord en 1914 et maire d'Haulchin. Député du Nord de 1919 à 1926, siégeant au groupe de la Gauche radicale. Il est vice-président de la commission de l'agriculture.

## Hommages

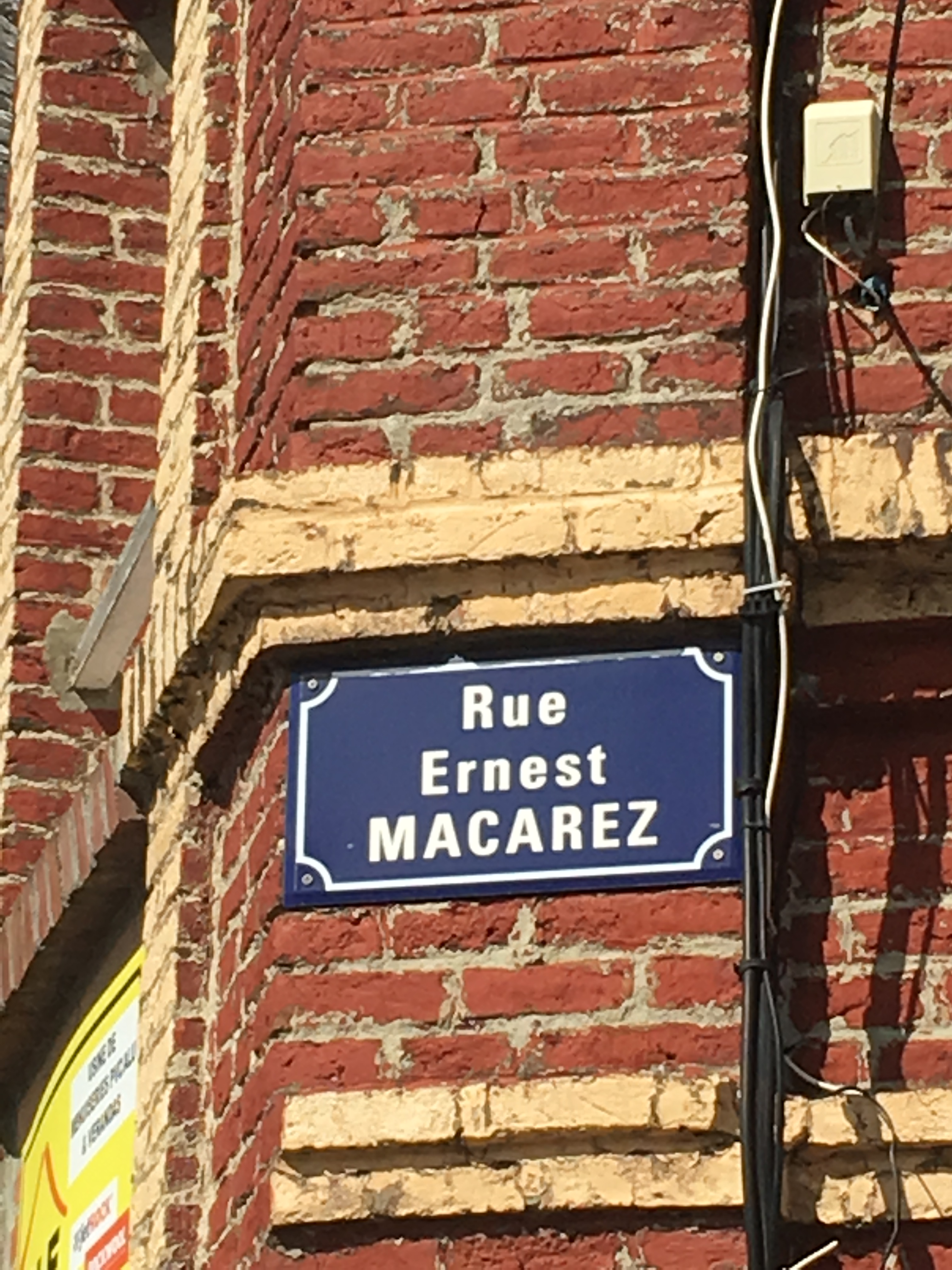
Plaque de la rue Ernest-Macarez à Hauchin.

Un monument avec sa statue est érigé à Haulchin.
Une rue d'Haulchin et une rue de Valenciennes portent son nom.